# Darius Kasparaitis
Darius Kasparaitis (Elektrėnai, Lituânia, 16 de outubro de 1972), é um jogador lituano de hóquei no gelo que defendeu a seleção da Rússia.
Nos tempos de União Soviética, seu nome era russificado para Дарюс Владович Каспарайтис (Daryus Vladovich Kasparaytis ou Darjus Vladovič Kasparajtis, em romanizações literais).

## Carreira
Kasparaitis era um jogador durão, apesar de não muito alto (1,80 metro), e sempre foi idolatrado pelas torcidas dos times que defendeu por seu estilo simples, que nunca se colocava à frente dos objetivos do time. A revista New York definiu seu jogo de trancos assim, em 2006: "Quando [um adversário] está acelerando rumo ao ataque com seus companheiros de linha, e de repente [ele] olha para o lado e um deles simplesmente desapareceu, isso dá o que pensar."
Ele deixou a Lituânia aos 14 anos para treinar na Rússia, quando ambos os países ainda faziam parte da União Soviética. Depois de um ano, ele quis voltar, por estar com saudades de casa e "não querer morar com russos", mas sua mãe, Laima, ordenou que ele ficasse lá. Em 1988-89, aos 16 anos, estreou pelo Dínamo Moscou. Foi o primeiro lituano convocado para a seleção juvenil soviética e, com ela, ganhou medalhas de prata nos Campeonatos Europeu (foi eleito para o time das estrelas dessa competição) e Mundial Juvenil de 1991, e neste último chegou a dar um murro no rosto do goleiro de seu time por ele "não dar o máximo de si". No ano seguinte, seu último no Dínamo, ganhou o Campeonato Soviético e também duas medalhas de ouro com a seleção da Comunidade de Estados Independentes: no Mundial Juvenil (quando foi eleito melhor defensor da competição) e nos Jogos Olímpicos de Inverno em Albertville — foi o único jogador não-russo na seleção.

### New York Islanders
Nesse mesmo ano, foi escolhido pelo New York Islanders com a quinta escolha geral do recrutamento, conseguida em uma troca que custou aos Isles suas escolhas de primeira (oitava geral) e segunda rodada, repassadas ao Toronto Maple Leafs. A decisão dos Leafs foi estranha, porque o gerente geral do time, Cliff Fletcher, tinha dito durante a Olimpíada de Inverno que estava "de olho em Kasparaitis havia alguns anos". Com a primeira escolha recebida, os Leafs selecionaram Brandon Convery, que disputou apenas 72 jogos (e nenhuma temporada completa) na NHL, por Leafs, Vancouver Canucks e Los Angeles Kings. Kaspar tornou-se o terceiro russo a ser recrutado na primeira rodada, depois de Alexei Kovalev um ano antes e de Alexei Yashin, com a primeira escolha de 1992. O gerente geral dos Islanders, Bill Torrey, também disse que não se poderia esperar do novo jogador o comportamento "robótico" que era o estereótipo dos jogadores treinados na União Soviética. A negociação para o Dínamo liberá-lo tomou algum tempo, mas resolveu-se quando Kasparaitis assinou um contrato de dois anos que lhe pagaria 900 mil dólares e tornou-se o primeiro jogador da ex-União Soviética a defender os Isles e ainda o primeiro lituano a jogar na NHL. Na época em que ele foi para os Estados Unidos, jogadores europeus ainda tinham fama de "delicados", mas ele foi um dos jogadores que começaram a mudar essa perspectiva. "Kasparaitis parece pequeno, mas ele joga de maneira mais dura", avaliou Scott Lachance, atacante dos Islanders, que tinha defendido os Estados Unidos nas Olimpíadas de Inverno e atuou contra o lituano. "Ele é um garoto realmente durão. Ele assume seu papel e vai te acertar quando você estiver com a cabeça baixa."
Em Long Island, começou com algumas expulsões e penalidades desnecessárias, além de outros erros, humildemente reconhecidos, como quando perdeu um disco no lance do gol da vitória do Washington Capitals, no final do jogo de 5 de dezembro, e lamentou: "Foi meu erro. Grande erro. Perdi a partida." Mas não demorou a mostrar serviço, mesmo demorando um pouco para conseguir dominar o inglês, o que não o impedia de pregar peças nos seus novos colegas constantemente. Com seu estilo imprudente, mas despreocupado, ele usava o corpo (nem sempre legalmente) e seus trancos, especialmente nas estrelas dos adversários, eram aplaudidos pela torcida — ou vaiados, quando o jogo era fora de casa, mesmo que em um estádio neutro. Com menos de um mês de NHL, marcou seu primeiro gol (na derrota por 4 a 3 para os Kings, em 27 de outubro) e já era considerado "o melhor novato dos Islanders em uma década".
Scott Stevens, do New Jersey Devils, que já tinha sólida reputação com seus trancos, avaliou: "[Kasparaitis] usa o corpo, e você tem de estar sempre atento a ele." O plano de Kaspar era construir uma reputação como a de Stevens. "Quando eu chego à NHL, tenho de vender meu nome", explicava. "‘Kasparaitis, esse cara não é jogador fácil. Esse é jogador durão.’ Preparem-se para mim. Hóquei é um jogo de homem." Às vezes, ele passava dos limites na busca por tal fama, como quando chutou Kevin Dineen, do Philadelphia Flyers, depois de uma briga e ganhou uma multa de quinhentos dólares e uma advertência da liga.
Esse estilo gerava críticas de adversários. "Se você joga sujo, isso ainda vai prejudicá-lo", avisava Ken Daneyko, dos Devils. "Você vive pela espada, você morre pela espada." Um jornal lituano publicou uma história dizendo que os Devils queriam "matar" Kasparaitis, e o defensor teve de ligar para sua mãe na Lituânia — sua conta de telefone batia em mil dólares mensais —, só para dizer que estava vivo. Seus primeiros incidentes com Mark Messier, que mais tarde viria a ser seu colega de time no New York Rangers foram nessa temporada, quando trocou socos com ele em um jogo e o empurrou com seu taco para dentro do gol em outro. Mario Lemieux também sofreu com ele na temporada regular e sofreria mais ainda nos playoffs — e também mais tarde tornar-se-ia colega de time de Kaspar. Ele questionava por que as estrelas ganhavam um suposto tratamento especial por parte dos árbitros. "Eu não entendo por que as pessoas aqui dizem: ‘Grande estrela, não pode tocar’", reclamava. "Não pode tocar essas pessoas? Lemieux, Messier, Steve Yzerman. Eu gosto tocar às vezes." Ele não poupava as estrelas, mas também não se intimidava nem com os mais durões. Em março, levou a melhor contra Dale Hunter, intimidador dos Capitals, e comemorou depois: "Eu gosto de durões."
No fim da temporada regular, o técnico Al Arbour já confiava tanto nele e em seu parceiro, o também novato Vladimir Malakhov, que colocou ambos no gelo durante o último minuto de uma partida contra os Flyers, quando o adversário tirou seu goleiro para colocar um novo atacante e pressionar pelo empate. Os dois novatos ajudaram a segurar a vitória por 2x1.
Ao longo de sua primeira temporada, ficou de fora de 5 dos 84 jogos do time, embora uma dessas ausências tenha sido graças a uma suspensão automática por dois incidentes com taco e outra por decisão do técnico, que deu um descanso ao seu defensor depois de ele se recuperar de dores nas costas. Cansado por não estar acostumado à longa temporada da NHL e com uma lesão na lombar, ficou fora da última partida da temporada regular, mas acabou por atuar em todas as partidas do time nos playoffs. Na série de abertura, contra os Capitals, Kasparaitis teve grandes momentos, como quando evitou um tranco de Todd Krygier ao desacelerar e aproveitar o próprio embalo do adversário para levantá-lo. Depois da terceira vitória na série, na prorrogação, o ídolo lituano da torcida jogou seu taco para a plateia como souvenir. A classificação em seis partidas levou o time às finais da Divisão Patrick, contra o Pittsburgh Penguins, que ganhara o Troféu dos Presidentes como melhor time da temporada regular, com 32 pontos de vantagem sobre os Islanders.
"Vários amigos meus em Long Island diziam que me pagariam o jantar se ganhássemos um jogo", contou Kasparaitis oito anos depois. "Estávamos preparados para jogar duro, mas não esperávamos ganhar a série, porque aquele time foi um dos melhores que nós tínhamos enfrentado." Quando os Isles venceram o primeiro jogo, o lituano previu que uma eventual classificação "seria grande boom na América. Sensação. Isles são como time normal contra melhor time da NHL". Apesar de os Islanders endurecerem a série, perdiam por três jogos a dois, e Kaspar não tinha aparecido muito nos cinco primeiros jogos. Antes do jogo 6, disseram a ele que era "hora de acertar alguém", porque o time precisava dele. "Há muito tempo eu não ouço a torcida gritar "Darius! Darius!", respondeu ele. "Hoje eu quero ouvir."
Dito e feito. Com grande atuação de seu defensor, que marcou uma assistência logo aos 25 segundos e incomodou os Penguins durante toda a partida, fazendo com que eles cometessem penalidades na tentativa de vingança, os Islanders venceram por 7 a 5 e forçaram o jogo 7. "Você vê corpo grande, você não tem como errar", foi como ele explicou os trancos que não cansou de dar nas estrelas dos Penguins, Lemieux e Jaromír Jágr, que lhe custaram quatro pontos na região do olho direito. "Eu digo para Mario: ‘Vamos brigar!’", contou Kaspar. "Ele não quer brigar comigo." Mas ele também reclamou do que julgava proteção a Lemieux: "Você acerta ele, você vai para o banco [de penalidades]." A torcida cantou o seu nome e, no decisivo jogo 7, em Pittsburgh, os Islanders completaram a zebra com uma vitória por 4 a 3 na prorrogação. A classificação foi bastante comemorada, mas não foi exatamente a "sensação" que Kaspar tinha previsto.
Nas finais de conferência, o time esbarrou no embalado Montreal Canadiens e acabou eliminado em cinco jogos, enquanto os canadenses foram às finais e venceram os Kings. Kasparaitis tinha uma explicação na ponta da língua para a derrota. "Duas primeiras séries, temos sorte", disse, em seu inglês ainda macarrônico. "Esta série, sem sorte. Perdemos duas seguidas na prorrogação." Dever cumprido, o defensor só tinha um desejo: "Quero conhecer a Disneylândia. É o meu sonho."
Durante as férias, em 30 de junho, Kasparaitis foi preso acusado de dirigir sua BMW preta embriagado a mais de 160 km/h, ultrapassando um sinal vermelho e sendo perseguido ainda em alta velocidade pela polícia. Foi a primeira indicação dos problemas que ele enfrentaria em seu segundo ano na NHL. De acordo com o boletim de ocorrência, ele estava com "um olhar vidrado, caminhava com dificuldades e cheirava a bebida alcoólica", proibida para menores de 21 anos, idade que ele só completaria em outubro. Exames mostraram que o nível de álcool em seu sangue estava em 0,2 mais que o dobro do máximo permitido.
Durante a série contra os Penguins, em um acidente que não envolveu bebida alcoólica, Kasparaitis já tinha batido em um poste de iluminação com seu carro, derrubando-o. "Como se diz?", tentava se explicar, com um vocabulário ainda limitado em inglês. "Oficina? Só 500 dólares. Sem problemas." O vocabulário de palavrões, entretanto, estava em dia e foi largamente utilizado logo após a batida. Em fevereiro, ele chegou ainda a ter o carro guinchado por duas vezes no mesmo dia, quando estava em Manhattan, por estacionar em local proibido. Avisado de que o carro devia ter sido guinchado, foi até o depósito e conseguiu evitar a fila dizendo que jogava pelos Islanders e tinha de ir a Chicago em uma hora. "Eu não quero ficar na fila", contou Kaspar. "Ele diz: ‘Ok, ok, vamos lá.’ Eu pago dinheiro [multa]. Duzentos dólares." A viagem a Chicago, na verdade, não iria acontecer, e ele voltou a Manhattan, onde parou de novo em local proibido, ganhando um novo guinchamento mais tarde. Desta vez, ele viu e foi correndo atrás. "Eu correndo cinco quarteirões", prosseguiu. "Digo: ‘Polícia! Dê meu carro de volta! É o meu carro!’". Quem o recebeu no depósito foi o mesmo funcionário, que cobrou a mesma multa e perguntou por que Kasparaitis tinha perdido seu vôo. "Eu digo: ‘Atrasado meu avião; alguém roubou meu carro’", conta. "Grande piada." Tais episódios valeram-lhe a seguinte descrição no jornal The New York Times: "O novato da Lituânia para quem a vida é uma série de aventuras em carrinhos de bater, tanto dentro como fora do gelo."
Na sua segunda temporada, à exceção de uma partida contra os Penguins, em que ele cumpriu bem seu papel de agitador e depois brincou dizendo que eram seu time "favorito", ele jogou bem abaixo do esperado e usou com uma freqüência bem menor os trancos que tinham sido sua maior característica um ano antes, chegando até a ser barrado de uma partida.
Já para a pré-temporada, ele tinha se apresentara fora de forma, sete quilos acima do peso (o que ele atribuiu a um suposto excesso de comida russa), e deu a impressão de ter deixado o sucesso subir à cabeça. "É hora de o Kaspar parar para avaliar suas atuações e também sua vida profissional, sua dedicação e determinação pelo esporte", decretou o técnico Arbour. Ainda em seu primeiro contrato, já recebia um salário considerável, mas não se importava de mostrar desapego ao dinheiro. "Eu tenho dinheiro, eu me sinto rico agora", dizia, em sua primeira temporada. "Se eu gosto de alguma coisa, como um terno ou um casaco, eu compro tudo. Eu nunca vejo o preço. O pessoal no time me diz: ‘Você tem que guardar dinheiro.’" A torcida, entretanto, continuava a cantar "Darius! Darius!" a cada tranco do jogador.
Ele admitiria depois ao jornal Daily News que estava lutando contra o alcoolismo durante aquele ano. A partir de maio, ele freqüentou reuniões dos Alcoólicos Anônimos, três ou quatro vezes por semana, e nesta época seu casamento, que tinha iniciado em novembro, quase acabou. "Eu não queria ouvir rumores pela liga de que, se eu estivesse jogando mal, seria porque estava bebendo de novo", explicou ele após a entrevista. "Sei que não fiz nada errado e não me arrependo. Acho que foi bom para mim. Não me preocupo com o que as pessoas pensam. Só me preocupo comigo mesmo." Ele ainda teve o azar de se contundir quando estava no banco, sofrendo um corte que requereu nove pontos em uma partida. Já os boatos de que ele, assim como outros compatriotas, poderia estar sendo extorquido pela Máfia russa foram simplesmente negados, sem maiores conseqüências.
Apesar dos problemas, ele foi o terceiro zagueiro mais votado para o Jogo das Estrelas, com 114 108 votos, e um dos melhores jogadores do time na curta participação nos playoffs daquele ano, quando foram eliminados em apenas quatro jogos pelos Rangers, que acabaria com o título. Para Kaspar, a rivalidade entre Isles e Rangers era como a entre Dínamo e CSKA, a que ele estava acostumado na Rússia. Durante essa breve campanha, o The New York Times definiu assim o estilo do lituano: "Kasparaitis fez-se notado. E, depois de algum tempo, não foi só [Adam] Graves que ele derrubou. Foi Mark Messier, Glenn Anderson, Steve Larmer, alguém, qualquer um vestindo vermelho, branco e azul. Esse é todo o jogo de Kasparaitis — ele não chuta, ele não marca gols, ele não passa o disco. Ele intimida."
O confronto contra Messier fez lembrar não só a temporada anterior, como também uma partida de março, quando Kasparaitis o marcou durante os sessenta minutos e cavou três penalidades do atacante, que valeram dois gols em vantagem numérica para os Islanders. Em outro lance, Messier tentou acertar o adversário por trás, mas este viu-o e abaixou-se, fazendo com que o jogador dos Rangers voasse por cima dele e colidisse com as bordas. Uma frase que ele dissera mais de um mês antes, depois de outra partida contra os rivais, valeria também para esta partida: "Esses caras me odeiam, então ficam loucos e cometem penalidades estúpidas."
Para a pré-temporada de 1994-95, ele voltou em forma, mas as partidas oficiais demoraram a começar, por causa de um locaute. Enquanto os donos dos times e o sindicato de jogadores não chegaram a um acordo, Kasparaitis foi oferecido a alguns times da IHL, então a principal liga inferior à NHL na América do Norte, por um salário menor, mas não houve acordo, então ele e outros jogadores russos da NHL formaram uma espécie de seleção e disputaram amistosos em seu país natal. Quando a temporada finalmente teve início, na segunda quinzena de janeiro, A responsabilidade de Kasparaitis aumentou bastante, com os três principais defensores do time (além dele, Malakhov e Lachance) apenas em seu terceiro ano na liga. Ele foi ainda uma das estrelas da campanha publicitária dos Islanders para atrair torcedores depois da paralisação da liga, que durou mais de dois meses. No anúncio impresso, lia-se: "Uma colisão com Darius Kasparaitis a 48 km/h é iminente. Ainda bem que você está do outro lado do vidro."
Logo no começo da temporada, Kasparaitis causou polêmica com seus trancos de quadril, ao tirar três jogadores do gelo em quatro partidas com tal jogada, o que fez com que a liga passasse a debater sua legalidade. Tais jogadas poderiam ser potencialmente perigosas para os joelhos do atleta atingido, mas Kaspar logo provou que havia outras maneiras de se contundir um joelho, quando ele mesmo se contundiu, em 20 de fevereiro, contra os Canadiens, quando o adversário Ed Ronan caiu sobre sua perna. Inicialmente, os médicos achavam que era uma contusão simples, mas alguns dias depois descobriram que houve rompimento dos ligamentos no joelho direito. "Não me importo com os gerentes gerais ou com o que eles falam sobre o meu jogo", disse Kasparaitis. "Há muitas maneiras de se contundir o joelho, não só com um tranco de quadril. Dá para contundi-lo da mesma maneira que eu me contundi."
Em 3 de março fez sua primeira operação, nos ligamentos do joelho direito, o que o forçou a ficar de fora dos 35 últimos jogos da temporada de 1995, quando fez muita falta.
Mesmo assim, os Isles demoraram para renovar contrato com ele. Ele ficaria de fora dos primeiros jogos do time de qualquer jeito, por causa da operação, mas quando a temporada de 1995-96 começou ele ainda não tinha renovado. Kaspar seguiu treinando com o time, mas, depois de ficar irritado com a demora nas negociações, deixou um treino, ameaçando treinar sozinho a partir dali. "Não sei se eles acham que eu talvez seja um palhaço ou coisa parecida, ou se eles não precisam mais de mim", reclamou o jogador. "Tenho 23 anos. Talvez eles achem que estou velho. Talvez eles tenham se esquecido de quantos anos eu tenho." No dia seguinte, já estava de contrato novo. "Fui embora, porque quando você vai embora, sempre fecha negócio no dia seguinte", disse Kasparaitis, com um sorriso no rosto. O novo contrato seria válido por três anos, com cláusula garantindo ao time a possibilidade de renová-lo por mais um, e pagaria a ele um salário superior a um milhão de dólares por ano, mais bônus por quantidade de partidas.
Apesar do bônus, em 1995-96 o joelho continuou incomodando, e ele disputou apenas 46 das 82 partidas dos Islanders — apesar de parte desses jogos perdidos ter sido culpa de uma intoxicação alimentar e de um corte na mão quando um patim passou por cima dela durante uma briga generalizada em 9 de dezembro. Mesmo com tantas contusões, em março ele ainda era visto como um jogador a ser mantido na reformulação do time, principalmente porque elas não afetaram sua maneira agressiva de jogar. "Scott Thornton, Brian Marchment, Glenn Anderson", listou Kaspar após uma partida contra o Edmonton Oilers em fevereiro. "Eu vejo seus rostos antes de dar o tranco. Então eu vejo seus pés."
Antes de a temporada de 1996-97 começar, Kasparaitis defendeu a seleção russa mais uma vez, agora na Copa do Mundo de Hóquei. Em 9 de novembro envolveu-se em mais um incidente com Mark Messier, dos Rangers, quando este tentou dar um tranco em Kasparaitis contra as bordas e teve cãibras. Em outro lance, o taco de Messier atingiu a parte superior do olho direito, causando um corte que requereu quatro pontos. A liga chegou a rever o lance, mas decidiu por não suspender Messier.

### Pittsburgh Penguins
Poucos dias depois, em 17 de novembro, o gerente geral dos Isles, Mike Milbury, decidiu trocar o defensor junto com Andreas Johansson quando os Penguins ofereceram Bryan Smolinski, jogador que ele cobiçava havia pelo menos dois meses para melhorar seu ataque. Pouco importou para ele que Kasparaitis fosse um dos capitães alternativos dos Islanders e um dos jogadores favoritos da torcida. "Para mim, ele é um quinto defensor, um quinto defensor muito bom", comentou Milbury ao fazer a troca e colocando Bryan Berard, Bryan McCabe, Kenny Jonsson e o obscuro Dennis Vaske à frente de Kaspar. "Eu não via Darius como um de nossos quatro principais defensores. Se ele o é, era unicamente por sua atitude." Uma grande mudança de discurso em apenas sete meses: em abril, Milbury tinha dito que Kaspar "contribui com algumas coisa que pouquíssimos jogadores contribuem em termos de agressividade e habilidade de distrair os adversários".
"Não estou empolgado [por ir embora]", disse Kasparaitis quando soube da troca. "Estou empolgado por ir jogar em um bom time. Mas o New York Islanders foi o meu primeiro time. Adoro este lugar. Mas o que eu posso fazer? Isto é um negócio." Nem o tempo apagaria esse sentimento. "Eu considero Long Island como a minha casa", disse Kasparaitis alguns anos depois. "[Os Islanders] foram o meu primeiro time, e eu tenho muitas boas memórias de lá. Adoro a sua torcida. Sempre fui feliz por lá." Ele continuou morando em Long Island durante as férias. Já Milbury arrepender-se-ia de ter trocado o lituano e tentaria consegui-lo de volta algumas vezes, especialmente em meados de 2001, quando Kaspar se envolveria em uma disputa contratual com os Penguins.
Nos Penguins, Kasparaitis sempre foi um dos jogadores que mais falavam nos vestiários, além de ser um dos mais populares e animados. Mais tarde, quando boa parte do elenco em Pittsburgh era formada por europeus, os tchecos começaram a chamá-lo de "Russo"; ele se "vingava" chamando-os de "Eslovacos" (e os europeus muitas vezes chamavam os canadenses de "Americanos"). Tudo em inglês, com forte sotaque.
A troca deu novo ânimo ao time, que se recuperou de um mau começo (5 vitórias, 12 empates e 1 derrota) e conseguiu dezessete vitórias nos 23 jogos seguintes. Na sua volta a Long Island, Kaspar teve uma boa atuação, dando o único chute a gol dos Penguins no primeiro período e perdendo um gol com a rede vazia no final do jogo — "Eu estava pensando em como comemorar e chutei para fora. Fiquei empolgado demais", disse ele ao fim do jogo, depois de acertar com raiva seu taco contra o vidro de trás do rinque. Seus trancos, claro, não poderiam faltar: os alvos foram Jonsson e Zigmund Palffy.
Na pós-temporada Eric Lindros, dos Flyers, acusou Kasparaitis de "caçar" os seus joelhos. Não foi a primeira vez que os dois trocaram acusações: em agosto de 1996, antes da Copa do Mundo de Hóquei, Kaspar tinha dito que "Lindros joga como um computador programado para matar russos". No primeiro jogo da série entre Flyers e Penguins (eventualmente vencida pelo Philadelphia em cinco jogos), Lindros deu um forte tranco no defensor dos Penguins atrás do gol, que fez o rosto deste chocar-se contra o vidro de proteção. Kaspar nunca reclamou desse tranco, mas em 7 de março de 1998 os Penguins enfrentaram novamente os Flyers, e o que aconteceu então fez muitos pensar em vingança.
Aos 8:48 do segundo período Lindros, artilheiro do seu time, tinha o disco dominado, mas manteve a cabeça baixa e foi atingido por um forte — e legal — tranco de Kasparaitis, considerado por muitos como o tranco mais famoso da história do time de Pittsburgh. "Não tenho orgulho [do tranco], por causa do que aconteceu com o Eric", diria Kaspar ao jornal Pittsburgh Post-Gazette em 2000.
Mesmo com a diferença de treze centímetros e onze quilos a favor de Lindros, este foi ao gelo e lá permaneceu até ser atendido, com os olhos claramente apáticos. Ele até tentou levantar-se com ajuda, mas caiu em duas tentativas e teve de ser carregado por colegas de time. Lindros teve a primeira das muitas concussões em sua carreira e ficou fora de dezoito jogos, incluindo a partida do dia seguinte, em casa, contra os mesmos Penguins. Kasparaitis foi vaiado pela torcida da Filadélfia a cada vez que entrava no gelo e brigou com Colin Forbes. O episódio costumava ser lembrado pela torcida em Pittsburgh sempre que Lindros jogava na Mellon Arena. Em 17 de novembro de 2001, por exemplo, depois que Lindros tinha ido para os Rangers, um torcedor dos Penguins levou ao estádio um cartaz onde se lia: "Eric, a mudança para Nova York não vai curar a sua 'Kasparaíte'."
O tranco em Lindros de certa forma marcou negativamente sua temporada — "Eu machuquei-o", diria, quatro anos depois. "Mas eu jogo assim contra qualquer um." —, mas foi também em 1997-98 que ele se estabeleceu como o defensor mais consistente dos Penguins. Em fevereiro, ainda conquistou a medalha de prata com a seleção russa nos Jogos Olímpicos de Inverno de 1998, em Nagano, no Japão.
Em um jogo da pré-temporada de 1998-99 teve uma contusão nos ligamentos do joelho direito — os mesmos que ele operara cinco anos antes — que o tirou de combate durante o início da temporada. A princípio, ele seria operado, mas adiou a cirurgia na última hora e deu início a um rigoroso programa de reabilitação, o que lhe permitiu voltar ao gelo no fim de outubro, ao invés de em abril, a previsão original. Enquanto esteve fora, assinou contrato com uma empresa de alimentos que deu seu nome a uma linha de conservas em vidro, que passou a chamar-se "Kasparaitis Kruncher's".
Os Penguins tinham acabado de pedir concordata, mas Kasparaitis encarava a situação com bom humor. No primeiro pagamento após o pedido, os jogadores foram pagos com um empréstimo pessoal do então dono do time, Roger Marino. Kaspar disse a um repórter que tinha recebido seu cheque, e o jornalista perguntou-lhe se já tinha sido compensado. A resposta veio com um sorriso: "Eu aviso na segunda-feira." A situação passou a gerar especulações se eles conseguiriam renovar o contrato do lituano, que venceria ao final dos playoffs, especialmente porque sua fama na liga chegava ao auge: uma reportagem no final de março de 1999 classificou-o como o terceiro maior batedor da liga (curiosamente atrás de Lindros, o primeiro colocado). Assim descreveu-o a reportagem: "Kasparaitis não é o maior batedor da NHL, mas ele certamente é o mais persistente, aliando uma obstinação quase cômica com aquela forma de arte que está sumindo, o tranco de quadril."
Kaspar, na verdade, não estava jogando desde o início de março, depois de jogar por mais de quatro meses sem estar com os ligamentos do joelho direito nas melhores condições, o que até fez com que ele ficasse de fora de algumas partidas. Ele agravou a lesão em 5 de março, durante partida contra o Edmonton Oilers e desta vez não pôde adiar a operação, finalmente realizada em 24 de março, porque agora corria o risco de ter de encerrar a carreira na eventualidade de nova contusão no mesmo local. Ao invés de colocar um tendão retirado de outra parte do corpo, como na operação anterior, os médicos usaram o tendão de Aquiles de um cadáver.
Ele não jogou mais naquela temporada e ficou de fora dos playoffs, quando os Penguins surpreenderam como oitavos colocados do Leste e eliminaram os Devils, donos da melhor campanha na conferência, mas sucumbiram frente aos Maple Leafs na segunda fase. Mesmo tendo uma recuperação mais rápida do que a prevista, ele só voltaria ao time após as primeiras partidas da temporada de 1999-2000. Nesse meio-tempo, renovou contrato com os Pens, assinando por dois anos, a três milhões de dólares, sendo 1,4 milhão na primeira temporada e 1,6 milhão na segunda. Como ele e seu empresário inicialmente pediram dois milhões de dólares por temporada, o jogador, classificou, brincando, o suposto desconto como uma "vingança" de Mario Lemieux pela sua atuação contra os Penguins nos playoffs de 1993. Lemieux tinha assumido o comando do time depois do processo de concordata, como compensação pelo que o time lhe devia, e conseguiu salvá-lo da falência e de uma até então provável mudança para outra cidade.
Na nova temporada Kaspar esteve envolvido em dois incidentes. Em 16 de outubro, na partida em que voltou ao gelo, deu uma cotovelada na cabeça de Jean-Pierre Dumont, do Chicago Blackhawks, provocou nele uma concussão e ganhou duas partidas de suspensão pelo ato; já em 30 de dezembro Kasparaitis foi socado pelas costas por Gino Odjick, dos Islanders, e ficou fora do time por alguns dias — ao adversário, o ato valeu uma suspensão de oito jogos. Em 26 de dezembro os Penguins encontraram novamente os Blackhawks, que juravam vingança pelo ocorrido a Dumont dois meses antes. Isso só deu mais motivação a Kasparaitis, eleito a segunda estrela do jogo por sua atuação feroz, com três trancos "ressonantes". "Tenho jogado assim por oito anos", disse Kasparaitis. "Talvez algum dia as pessoas percebam que eu gosto disso." Nem tudo que ele fez naquela temporada foi polêmico: em dezembro marcou gols em jogos consecutivos pela primeira e única vez em sua carreira.
No jogo entre Penguins e Flyers que foi para cinco prorrogações durante os playoffs de 2000, Kasparaitis não só tomou parte como envolveu-se no lance do gol adversário que encerrou o jogo em morte súbita: cansado, foi driblado por Keith Primeau, que bateu o goleiro Ron Tugnutt. Ao longo dos quase oito períodos, Kaspar bloqueou 7 dos 42 chutes que não chegaram ao gol de Tugnutt.
Entre as temporadas de 1999-2000 e 2000-01, perdeu três quilos e reduziu sua gordura corporal de 13% ou 14% para 7%.
Quando Mario Lemieux estava para voltar da aposentadoria, depois de seu primeiro treino com o time, em 19 de dezembro, encontrou em seu armário nos vestiários um par de patins de patinação artística, cortesia de Kasparaitis em um momento de descontração. Já seu lado sério sabia da importância da volta do maior jogador da história do time. "Dá para ver que ele está mais à vontade, fazendo coisas que não fazia algumas semanas atrás", disse ele à revista Sports Illustrated três meses depois. "Ele deverá estar em sua melhor forma nos playoffs."
Ele terminou a temporada regular com o terceiro maior total de trancos na liga, liderando o time nesse quesito, assim como em média de tempo no gelo.
Naqueles playoffs, o momento que mais marcou sua carreira: na prorrogação do jogo 7 contra o Buffalo Sabres, pela segunda fase, ele acompanhou o ataque e, ao ver o companheiro Robert Lang com o disco, berrou: "Ei!" Lang passou para ele, que chutou e marcou o gol que decidiu a partida e a série contra o goleiro Dominik Hasek. Mesmo tendo partido para a comemoração com uma "barrigada" no gelo, ele demorou para se dar conta do que tinha acontecido. "Eu não fazia ideia do que aconteceu na hora", disse ele após o jogo. "Eu estava só tentando acompanhar o ataque. É o que o técnico e os outros jogadores sempre falam para fazer. Provavelmente foi a primeira vez que eu dei ouvidos. "Foi um grande gol, especialmente vindo de mim", avaliou Kaspar alguns meses depois. "Ninguém espera que eu marque, e eu marquei."
A campanha dos Penguins nos playoffs encerrou-se na fase seguinte, quando perderam por quatro jogos a um para os Devils. Kasparaitis ficou fora do jogo 3 por causa de dois dedos do pé quebrados na partida anterior.
O contrato de Kasparaitis, que lhe pagara 1,6 milhão de dólares em 2000-01, venceu após os playoffs e, apesar de toda a alegria proporcionada por Kasparaitis contra os Sabres, as duas partes não conseguiram chegar a um acordo sobre a renovação. Já havia sido assim na negociação anterior, quando o empresário Mark Gandler declarou ao Post-Gazette que Kaspar havia dado o "desconto" contra suas recomendações e chegou a dizer: "Ele o fez para voltar a jogar. Ele o fez pela sua família. É assim que o Darius é. Talvez seja por isso que tiram proveito dele."
O time tentou trocá-lo ativamente durante as férias, mas não achou quem estivesse disposto a pagar o preço pedido. Como o passe do jogador ainda estava preso ao time, ele recorreu à arbitragem, um processo que pode ser desconfortável, especialmente para o jogador que a procura, pois o time sempre expõe os principais defeitos de seu empregado para tentar baixar o salário o máximo possível. Lemieux achava que Kasparaitis freqüentemente deixava de lado as jogadas para ir atrás de grandes trancos, algo que Milbury já tinha mencionado em 1995, e os Penguins planejavam abordar isso durante a audiência de arbitragem, quando pretendiam até dizer que Kasparaitis era apenas sua sexta opção na defesa. Mas a audiência acabou em minutos, porque Kaspar, embora estivesse pedindo 2,7 milhões de dólares, aceitou logo de cara o salário proposto pelos Pens, de 1,15 milhão de dólares, um corte de 350 mil — no segundo ano do contrato de dois anos, ele ganharia 1,25 milhão.
A decisão foi estranhada a princípio, porque não parecia fazer sentido aceitar um corte salarial quando ele era, na verdade, um dos principais defensores do time, mas sua estratégia foi esclarecida poucos dias depois. Gandler explicou a brecha no acordo coletivo de trabalho da NHL que previa que jogadores com dez anos de experiência na liga teriam direito a receber passe livre antes do prazo normal (31 anos de idade), desde que ganhasse menos que a média salarial. A temporada seguinte seria justamente a décima de Kasparaitis, e a média salarial era de 1,643 milhão de dólares. Com isso, o contrato de dois anos que as duas partes assinaram tornava-se, na verdade, um contrato de um ano que ainda por cima dava passe livre ao jogador.
"Vinte advogados de Harvard diriam que naquele parágrafo não há uma só palavra aberta a interpretação", disse Gandler. "Darius está jogando por metade de seu valor de mercado." O gerente geral Craig Patrick negou qualquer displicência de sua parte: "Não sei se houve trapaça. As circunstâncias são o que são. Acho que as aproveitamos da melhor maneira."
Após a arbitragem, as primeiras declarações de Kasparaitis davam conta de que ele nunca mais se sacrificaria jogando contundido pelo time, mas foi exatamente o que ele fez durante a primeira metade da temporada. "Eu estava bravo", contou. "Por isso que falei aquelas coisas. Mas estamos falando de mim, e, se eu estou [no gelo], vou jogar duro e vou jogar contundido." A torcida parecia já saber disso desde o início, tanto é que ovacionaram o lituano com quase a mesma intensidade dedicada ao sempre querido Lemieux antes do primeiro jogo da temporada, em 3 de outubro.
Apesar de contundido, foi acusado pelo ex-colega Matthew Barnaby, do Tampa Bay Lightning, de tentar contundi-lo intencionalmente em 10 de novembro, em um tranco de joelho com joelho. Não foi o único incidente com Barnaby na temporada. Em 10 de fevereiro ele foi expulso por causa de um tranco por trás no ex-colega, que agora defendia os Rangers. Como foi sua segunda expulsão no campeonato, valeu-lhe uma suspensão automática de um jogo, mas os Penguins recorreram à liga, argumentando que a decisão do árbitro foi "inapropriada", e o jogador não teve de cumprir a pena. No mesmo mês, defendeu a seleção russa que ganhou a medalha de bronze nos Jogos Olímpicos de Inverno de 2002.

### Colorado Avalanche
Desde o início da temporada, corriam rumores de que Kasparaitis, assim como Lang, outro cujo contrato estava por vencer, poderiam ser trocados. Um dos principais jogadores disponíveis no mercado antes do dia-limite de trocas, Kasparaitis chegou a ser alvo de boatos que partiram de um sítio da Internet, que davam conta — inclusive com declarações inventadas dos envolvidos — de que ele teria sido mandado para os Flyers, em troca de Eric Desjardins e Pavel Brendl, mas os Penguins negaram veementemente a história. "Eu nunca conversei com o pessoal da Filadélfia sobre o Kaspar", disse Patrick. O site retratou-se depois.
Apesar do interesse demonstrado pelos Islanders e pelos próprios Flyers, o favorito para ficar com ele inicialmente era o Detroit Red Wings, que se assustou com o preço pedido pelos Penguins, assim como pelos rumores, depois comprovados infundados, de que Kasparaitis iria querer voltar para os Islanders quando seu contrato vencesse. O destino do lituano acabou sendo o Colorado Avalanche, em troca do atacante Ville Nieminen e do defensor Rick Berry. Apesar de ele gostar de Pittsburgh, pareceu também empolgado com o novo desafio. "É um bom time como destino", disse Kasparaitis ao Pittsburgh Post-Gazette, depois de ser informado da troca, cerca de 15 minutos após o fim do treino do dia. Quando perguntado se daria trégua aos seus ex-companheiros em um jogo contra eles, a resposta foi direta: "Provavelmente eu vou acertar [os jogadores dos Penguins] ainda mais forte. É assim que funciona. Quando você joga contra seu antigo time, você quer jogar ainda mais. Isso acontece com qualquer jogador. Os artilheiros querem marcar gols contra seu ex-time. Caras como eu querem dar trancos ainda mais fortes do que o normal."
Pelo Avalanche, Kasparaitis finalizou a temporada regular como vice-líder em trancos e foi bem nos playoffs (liderou a liga em trancos e teve mais/menos de +10), mas o time foi eliminado nas finais de conferência pelos Red Wings.

### New York Rangers
Quando chegou o dia 1 de julho, Kasparaitis de fato ganhou passe livre. Entre os times que o cobiçavam, estavam os Rangers, dispostos a realizar uma previsão que o jogador fizera, em tom de brincadeira, quando deixou os Islanders. "Nunca se sabe, talvez eu volte", disse ele quando soube que iria para Pittsburgh. "Ou talvez eu volte pelos Rangers." Lindros, que jogava nos Rangers, ligou para Kasparaitis em 2 de julho, surpreendentemente para tentar convencê-lo a assinar mesmo com o time de Nova York. "Pensei: 'O que diabos ele quer?'", contou Kasparaitis, mas Lindros disse, brincando, que não queria era ter de continuar jogando contra Kasparaitis. A oferta de Glen Sather, gerente geral dos Rangers, foi melhor que a dos Maple Leafs, e no mesmo dia Kasparaitis assinou com eles. Essa contratação gerou até uma "retaliação" dos rivais Islanders, que chegaram a consultar o salário pedido por Kaspar, mas acabaram contratando Jason Wiemer, que tinha se atracado com Kasparaitis na temporada anterior, embora Milbury tenha garantido que não era esse o caso.
Os Rangers tinham assinado no dia anterior um contrato de cinco anos com o atacante Bobby Holik, a 45 milhões de dólares. Com essas duas contratações, a expectativa é que os Rangers chegassem finalmente aos playoffs, o que não acontecia desde 1997. O único senão nos contratos de ambos foi dado pela NHL, que rejeitou a cláusula que previa que ambos seriam pagos na eventualidade de jogos cancelados por locaute ou greve.
Kasparaitis mudou seu número de 72 (que usou na pré-temporada) para 6 antes de a temporada começar e no primeiro jogo em sua nova casa, o Madison Square Garden, Kasparaitis foi bastante aplaudido pela torcida, junto com Holik, a outra grande contratação dos Rangers nas férias, mas a lua de mel não durou muito, e já na metade da temporada a contratação de Kasparaitis era considerada um erro, porque ele passou a ser visto como um "batedor unidimensional que toma decisões duvidosas com o disco" — em 26 de dezembro ele tinha um mais/menos de -17, o pior no elenco. Mas boas atuações fizeram com que em março ele já estivesse positivo, especialmente depois que o gerente geral Sather, agora acumulando a função de técnico, ameaçou colocá-lo na reserva.
Em março, junto com outros seis jogadores, Kasparaitis teve de pagar uma multa de mil dólares ao entrar para uma lista oficial da NHL como os jogadores que mais se jogavam para cavar faltas, uma decisão criticada por muitos.
Nas férias Kasparaitis sofreu nova cirurgia, desta vez uma artroscopia no joelho direito.
A temporada de 2003-04 não começou bem para Kasparaitis ou para os Rangers. O mau começo resultou em vaias da torcida na apresentação da maioria dos jogadores antes da primeira partida em casa, em 16 de outubro. Logo em seu aniversário, Kaspar foi um dos vaiados. E o que estava ruim ficou pior. Em 19 de janeiro uma nova contusão nos ligamentos, desta vez nos do joelho esquerdo, agravada por um osso quebrado na mesma perna, fez com que ele ficasse fora de praticamente toda a metade final da temporada. Dan McGillis, o jogador do Boston Bruins envolvido no lance, foi expulso, mas depois foi absolvido por Kasparaitis. "Não acho que ele estava tentando quebrar intencionalmente o meu joelho", disse o lituano após o jogo.
Kaspar tinha voltado havia duas semanas de outra contusão, em um músculo torácico, que o afastou por dois jogos. Aos Rangers, ao menos um alívio, já que, pelo montante de jogos perdidos, eles tiveram direito a ser reembolsados de parte do salário de Kasparaitis por conta do seguro. A contusão de Kaspar não foi a única a assolar os Rangers naquela temporada e, pelo sétimo ano seguido, o time ficou fora dos playoffs.
Durante o locaute que cancelou a temporada de 2004-05 da NHL, Kasparaitis voltou à Rússia, onde defendeu o Ak Bars Kazan, onde divertia-se com os cantos da torcida, mas lamentava a falta de trancos e até a falta de assentos nas privadas dos vestiários. Ele não gostou da experiência de jogar na liga onde surgiu para o hóquei, tanto é que, quando pressionado para admitir que gostava de jogar lá por um jornalista da revista New York, ele foi irônico: "Aqui é tão bom porque se pode contratar uma prostituta? Você pode contratar uma prostituta aqui." A situação da NHL só seria resolvida em julho de 2005, quando finalmente jogadores e liga chegaram a um consenso. Com o novo acordo coletivo de trabalho, todos os jogadores da liga tiveram seus salários reduzidos em 24%, e a temporada não jogada contou para efeito de duração dos contratos. Além disso, novas regras tornaram o jogo mais rápido e dinâmico, com os árbitros marcando supostamente qualquer agarra-agarra. Os Rangers, até então donos da maior folha salarial da liga, tiveram de cortá-la pela metade, mas optaram por não rescindir contrato com o lituano, apesar de ele ser seu único defensor com menos de 1,82 metro, além de o mais lento e o de pior chute.
Para a primeira temporada pós-locaute, Kasparaitis foi escolhido como um dos capitães alternativos dos Rangers, ao lado de Jágr e Steve Rucchin — o time não teria capitão. No começo da temporada, em uma partida contra os Sabres em Buffalo, ele quebrou o nariz ao batê-lo contra o vidro de proteção em uma retaliação de Mike Grier por causa de um tranco de Kaspar em Daniel Brière.
Apesar do nariz quebrado e de uma pequena contusão no joelho esquerdo em janeiro, em colisão com um colega de time durante uma partida, no mês seguinte ele foi convocado para defender a seleção russa nos Jogos Olímpicos de Inverno de 2006, em Turim, sua terceira participação em Olimpíadas. No jogo contra o Canadá, deu um tranco de quadril em Simon Gagné, dos Flyers, que causou uma contusão no joelho do atacante canadense. Na partida seguinte entre Rangers e Flyers, o intimidador Donald Brashear recebeu a missão de "vingar" o colega, mas tudo o que conseguiu foram 25 minutos de penalidades. "Eu dou tranco nas pessoas", disse Kasparaitis. "Meu objetivo é acertar alguém e, se um time se incomoda assim, é esse o meu plano. Estou feliz por termos ganhado o jogo. Se eu contribuí desta maneira, tudo bem." Ele já tinha se envolvido em outra polêmica contusão em 24 de janeiro, quando acertou um tranco de quadril em Tim Connolly, dos Sabres. O tranco foi legal, tanto é que Kasparaitis não foi penalizado nem recebeu suspensão da liga, mas jogadores e técnico dos Sabres não pouparam críticas ao adversário, chamando-o de "sujo" e "artista dos golpes baixos".
Em 4 de março arrumou bastante confusão em uma partida contra os Devils, incluindo um incidente com Grant Marshall, em que este balançou os braços imitando uma galinha para provocar Kasparaitis, que supostamente fugiu da briga, ganhou uma penalidade por atitude antidesportiva e beijos irônicos do lituano. "Foi minha maneira de dizer obrigado pela penalidade", explicou Kaspar.
Uma contusão na virilha fez com que ficasse de fora de alguns jogos no fim da temporada regular, além de duas partidas nos playoffs. Nos playoffs, a derrota para os Devils fez o lituano demonstrar mais uma vez seu estilo competitivo. "Nós jogamos para ganhar a Copa Stanley", disse Kaspar ao The New York Times. "O fracasso nos playoffs faz eu não considerar esta uma boa temporada." Ainda que a torcida não tenha reclamado, porque o time voltou aos playoffs pela primeira vez desde 1997.
Depois de operações no ombro e no abdome, em maio e em junho, apareceu na pré-temporada fora de forma e ficou de fora dos cinco primeiros jogos do time em 2006-07, o que o deixou irritado a ponto de discutir com o técnico Tom Renney depois do terceiro jogo. Mas as coisas ficaram piores: em 31 de outubro ele foi mandado para o time de baixo dos Rangers por dez jogos por estar fora de forma e não conseguiu vaga no time titular quando voltou, em 14 de novembro — só foi voltar ao gelo em 7 de dezembro e, mesmo assim, foi cortado de vários jogos. Em janeiro, os Rangers se cansaram de esperar que ele entrasse em forma e mandaram-no para o time de baixo, o Hartford Wolf Pack.
Ele ainda teve alguns flashes da sua velha forma, como em 30 de dezembro, quando marcou um gol e acertou em Alexander Ovechkin um tranco que não só levou o compatriota ao gelo como ainda resultou em outro gol de seu time e levou a torcida a cantar seu nome. Duas semanas antes, tinha marcado outro gol, seu primeiro desde 20 de dezembro de 2003.
Nessa mesma época, passava por um divórcio doloroso, o que possivelmente fez a situação ficar ainda pior, tanto é que no primeiro treino em Hartford, teve um "ataque de pânico", em suas palavras, quando foi mandado ao hospital, onde os médicos não descobriram nada errado com ele fisicamente.
Participou da pré-temporada dos Rangers em setembro de 2007 em forma, com nove quilos a menos e um bíceps perceptivelmente maior. Seus esforços não deram resultado, e ele acabou mandado de volta para Hartford, por causa de seu salário de 3,1 milhões de dólares, que deixava o time acima do teto salarial estipulado pela NHL.

### SKA St. Petersburg
Depois de quatro jogos com o Wolf Pack, em que marcou um gol, em 3 de novembro, os Rangers anunciaram o empréstimo de Kasparaitis para o SKA St. Petersburg, time de São Petersburgo que disputa a liga russa, onde reuniu-se mais uma vez com Johansson, o jogador que tinha sido trocado junto com ele para os Penguins. Seu histórico de contusões no joelho começou a ser um problema em 2009-10, quando médicos russos disseram que ele não poderia mais jogar. Mesmo fora do elenco, acompanhou o time a Vilna, capital da Lituânia, para um jogo contra o Ak Bars Kazan e foi ovacionado pela torcida de seu país natal. Ele decidiu então procurar médicos nos Estados Unidos para uma segunda opinião. Os médicos disseram que ele precisaria de dois a três meses de recuperação, o que o fez cogitar se não deveria aposentar-se.
Ele acabou por perder a temporada de 2009-10 inteira e, apesar de ter recebido oferta para defender o AIK Estocolmo em 2010-11, por estar vivendo na capital sueca, ele optou pela aposentadoria e passou a ser o assistente do técnico Ivano Zanatta no SKA. "Esou feliz por ter recebido oferta de trabalho como jogador e agora como parte da comissão técnica [em São Petersburgo].", disse Kasparaitis ao jornal Sport Den za Dnyom. "Nunca pensei que defenderia o time do exército, mas agora sou de São Petersburgo."